# 직경 500미터 구면 전파망원경

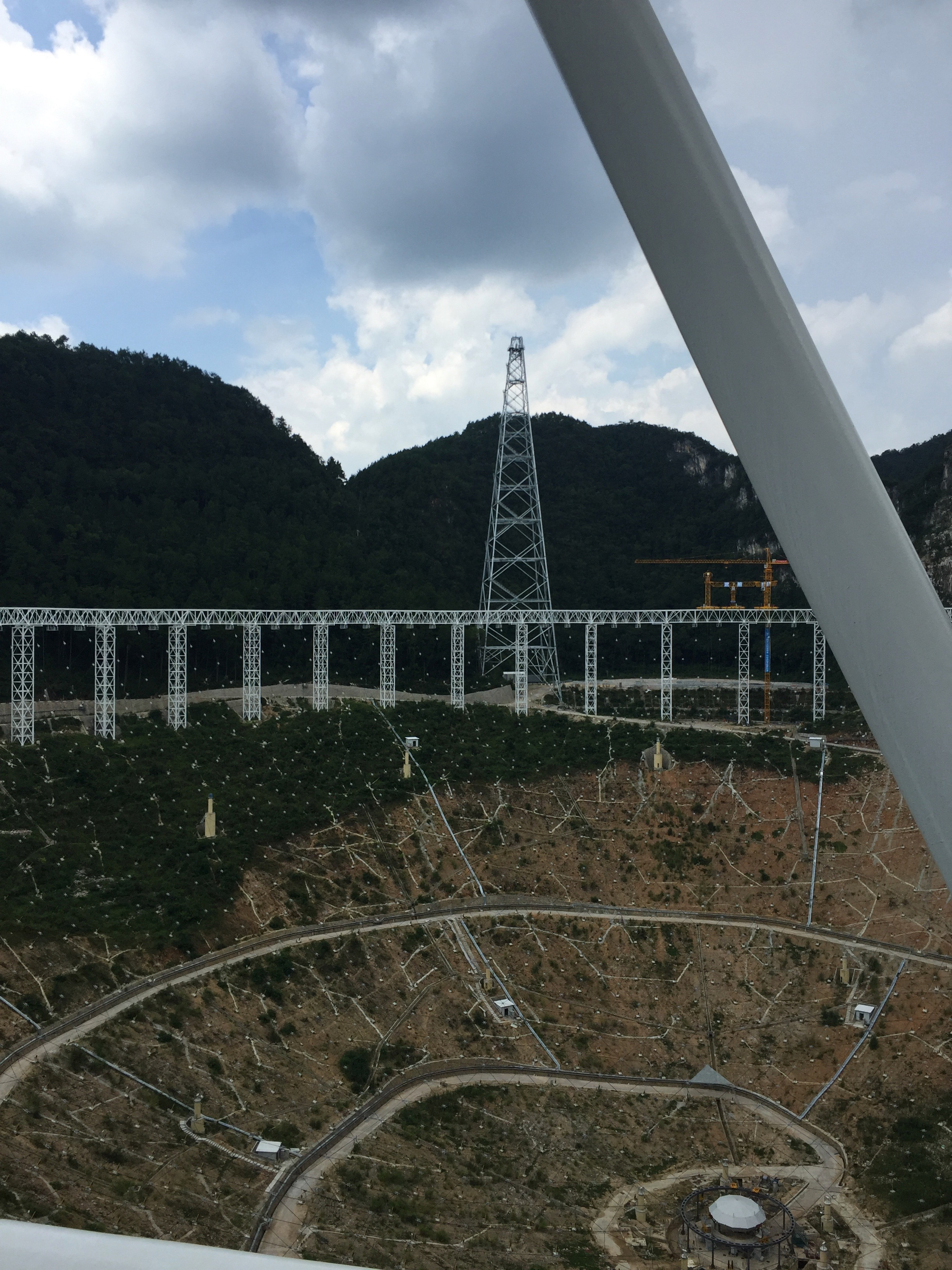
2015년 8월 건설 당시 500미터 전파망원경

직경 500미터 구면 전파망원경(중국어: 500米口徑球面無線電望遠鏡, 영어: Five-hundred-meter Aperture Spherical radio Telescope, FAST)은 2016년 9월 25일 정식 가동을 시작한 중화인민공화국 구이저우성 첸난 주 핑탕 현 산림지대에 건설된 지름 500미터에 달하는 전파망원경이다. 중국은 1994년 장소 선정 작업을 시작해 18년 동안 12억 위안(약 2040억원)을 투입해 이 전파망원경을 완성시켰다. 이 망원경은 축구장 30개를 합한 25만m2 면적에 총 46만개의 반사 디스크로 덮여 있으며, 지름 300m 규모의 미국 아레시보 천문대 망원경보다 2배 정도 크고 수신 감도도 2.25배 높다.
2015년 기준 세계최대 전파망원경으로 톈옌(天眼)이라는 별칭이 붙은 이  전파망원경은 "제2의 지구 찾기"에 나선다.
톈옌에 대한 최근 자료

## 내용
톈옌은 구형 표면에 덮인 반사경의 기울기를 컴퓨터로 조정해 망원경의 초점을 바꿀 수 있는게 특징이다. 톈옌은 천문현상을 해석하고 우주선의 관측 통제 및 통신등에 활용하려는 목적을 갖고 여러 용도로 사용이 되는데,
2023년 2월 전파망원경이 지금까지 740여 개의 새로운 펄서(pulsar)를 발견했다고 중국과학원 국가천문대가 14일 밝혔다.
2021년 상반기 톈옌 우주망원경에 대한 논문 3편이 나오면서 펄서 30개 이상을 발견했다. 신호와 잡음을 기반한 탐색 방법, 관측 방법, 회전주기가 게재되어있다. 다수의 펄서 발견으로 톈옌망원경은 약한 신호를 감지하는 데에 있어 전례 없는 이점을 갖고 있다고 한다. 천문학자 크리스텐슨과 힌드먼은 1952년 우리 은하에 거대한 나선팔 4개가 존재한다는 것을 확인하였다. 펄서는 자전하며 주기적으로 펄스 형태의 전파를 방출하는 중성자별을 지칭한다. 은하지도를 작업하는 과정에서 스피처 적외선 우주망원경으로 뚜렷한 나선팔은 3개란 주장을 얘기하며 나선팔 개수에 관한 논쟁이 오가고 있을 때,
현재 지구에 존재하는 가자아 거대한 전파망원경인 톈옌(FAST)이 새로운 거대 구조를 발견하게 된다. 우리 은하 중심에서 7만 2000광년 떨어진 곳에서 둥글고 길게 이어진 새로운 가스 구름의 분포를 발견하였다. 이 가스 필라멘트는 길이 약 3600광년이며 두께는 700광년으로 확인되었다. 이 필라멘트가 고양이 꼬리 같다고 하여 캣테일이라고 명명되었다.

톈옌 관계자에 따르면, 톈옌 망원경을 통해 외계문명일 가능성이 있는 신호를 포착했다고 전했다.

## 직경 500미터 구면 전파망원경을 소재로 한 작품
- 배틀필드 4

## 같이 보기
- 평방킬로미터 간섭계

## 관련자료
톈옌이 발견한 우리 은하 나선팔에 관련한 자료1
톈옌이 발견한 우리 은하 나선팔에 관련한 자료2
톈옌이 발견한 우리 은하 나선팔에 관련한 자료3 보관됨 2020-11-09 - 웨이백 머신